# Hrvatski karate savez
Hrvatski karate savez je hrvatska krovna karate organizacija.
Međunarodni naziv za Hrvatski karate savez je Croatian Karate Union.
Osnovan je 1970. godine u Zagrebu, a još 1964. pri Džudo-savezu Hrvatske počela je djelovati Komisija za karate.
Član je Europske karate federacije (European Karate Federation (EKF)) od 5. svibnja 1992. godine i Svjetske karate federacije (World Karate Federation (WKF)) od 16. studenoga 1992. WKF priznaje sljedeće stilove karatea: Goju-ryu, Shito-ryu, Shotokan i Wado-ryu.
Sjedište saveza je na Trgu Krešimira Ćosića 11 u Zagrebu.

## Olimpijske igre

### Pojedinačno
Premijerno pojavljivanje 2020.; kumite i kata

## Svjetske igre

### Pojedinačno
| Kumite | Kumite                                  | Kumite | Kumite | Kumite | Kumite |
| #      | Karateka                                | Zlato  | Srebro | Bronca | Ukupno |
| ------ | --------------------------------------- | ------ | ------ | ------ | ------ |
| 1      | Jelena Kovačević                        | 1      | 1      | 0      | 2      |
| 2      | Ema Aničić, Danil Domdjoni, Alen Zamlić | 0      | 0      | 1      | 1      |

## Svjetsko prvenstvo
nakon izdanja 2021.
| Medalje | Kumite | Kumite | Kumite | Kumite | Kata | Kata | Kata   | Kata   | Ukupno |
| ------- | ------ | ------ | ------ | ------ | ---- | ---- | ------ | ------ | ------ |
| Medalje | M      | Ž      | ekipno | ekipno | M    | Ž    | ekipno | ekipno | Ukupno |
| Medalje | M      | Ž      | M      | Ž      | M    | Ž    | M      | Ž      | Ukupno |
| Zlato   | 3      | 0      | /      | 0      | /    | 0    | 0      | /      | 3      |
| Srebro  | 3      | 1      | /      | 1      | /    | 0    | 0      | /      | 5      |
| Bronca  | 4      | 3      | /      | 2      | /    | 1    | 1      | /      | 11     |

kumite = borbe, kata = forme

### Pojedinačno
italic - hrvatski borci koji su medalje osvajali za Jugoslaviju ili uz Hrvatsku i za druge države (Belgija)
| # |
| - |
| 1 |
| 2 |
| 3 |
| 4 |
| 5 |
| 6 |

| Kumite                                              | Kumite | Kumite | Kumite | Kumite | Kumite |
| Karateka                                            | Zlato  | Srebro | Bronca | Ukupno |        |
| --------------------------------------------------- | ------ | ------ | ------ | ------ | ------ |
| Junior Lefevre                                      | 1      | 1      | 0      | 2      |        |
| Danil Domdjoni, Ivan Kvesić                         | 1      | 0      | 0      | 1      |        |
| Jelena Kovačević                                    | 0      | 1      | 1      | 2      |        |
| Enver Idrizi, Goran Romić                           | 0      | 1      | 0      | 1      |        |
| Anđelo Kvesić                                       | 0      | 0      | 2      | 2      |        |
| Ema Aničić, Lucija Lesjak, Marko Lučić, Alen Zamlić | 0      | 0      | 1      | 1      |        |

| # |
| - |
| 1 |
| 2 |
| 3 |
| 4 |
| 5 |
| 6 |

| Kumite                                              | Kumite | Kumite | Kumite | Kumite | Kumite |
| Karateka                                            | Zlato  | Srebro | Bronca | Ukupno |        |
| --------------------------------------------------- | ------ | ------ | ------ | ------ | ------ |
| Junior Lefevre                                      | 1      | 1      | 0      | 2      |        |
| Danil Domdjoni, Ivan Kvesić                         | 1      | 0      | 0      | 1      |        |
| Jelena Kovačević                                    | 0      | 1      | 1      | 2      |        |
| Enver Idrizi, Goran Romić                           | 0      | 1      | 0      | 1      |        |
| Anđelo Kvesić                                       | 0      | 0      | 2      | 2      |        |
| Ema Aničić, Lucija Lesjak, Marko Lučić, Alen Zamlić | 0      | 0      | 1      | 1      |        |

| Kata | Kata         | Kata  | Kata   | Kata   | Kata   |
| #    | Karateka     | Zlato | Srebro | Bronca | Ukupno |
| ---- | ------------ | ----- | ------ | ------ | ------ |
| 1    | Mirna Šenjug | 0     | 0      | 1      | 1      |

### Ekipno
| Kumite | Kumite                                                      | Kumite | Kumite | Kumite | Kumite |
| #      | Ekipa                                                       | Zlato  | Srebro | Bronca | Ukupno |
| ------ | ----------------------------------------------------------- | ------ | ------ | ------ | ------ |
| 1      | Ana-Marija Čelan, Maša Martinović, Azra Saleš, Ivona Tubić  | 0      | 1      | 1      | 2      |
| 2      | Ana Martina Bakić, Ines Branilović, Lea Iskra, Lana Susović | 0      | 0      | 1      | 1      |

| Kata | Kata                                         | Kata  | Kata   | Kata   | Kata   |
| #    | Ekipa                                        | Zlato | Srebro | Bronca | Ukupno |
| ---- | -------------------------------------------- | ----- | ------ | ------ | ------ |
| 1    | Daniel Bok, Kristian Novak, Aleksandar Vacka | 0     | 0      | 1      | 1      |

## Svjetske igre borilačkih sportova
SportAccord World Combat Games

### Pojedinačno
| Kumite | Kumite           | Kumite | Kumite | Kumite | Kumite |
| #      | Karateka         | Zlato  | Srebro | Bronca | Ukupno |
| ------ | ---------------- | ------ | ------ | ------ | ------ |
| 1      | Maša Martinović  | 1      | 0      | 0      | 1      |
| 1      | Danil Domdjoni   | 1      | 0      | 0      | 1      |
| 1      | Jelena Kovačević | 1      | 0      | 0      | 1      |

## Europske igre

### Pojedinačno
| Kumite | Kumite                          | Kumite | Kumite | Kumite | Kumite |
| #      | Karateka                        | Zlato  | Srebro | Bronca | Ukupno |
| ------ | ------------------------------- | ------ | ------ | ------ | ------ |
| 1      | Ivan Kvesić, Maša Martinović    | 1      | 0      | 0      | 1      |
| 2      | Jelena Kovačević, Anđelo Kvesić | 0      | 1      | 0      | 1      |
| 3      | Ana Lenard                      | 0      | 0      | 1      | 1      |

## Europsko prvenstvo
1985. – 2018.
| Medalje | Kumite | Kumite | Kumite | Kumite | Kata | Kata | Kata   | Kata   | Ukupno |
| ------- | ------ | ------ | ------ | ------ | ---- | ---- | ------ | ------ | ------ |
| Medalje | M      | Ž      | ekipno | ekipno | M    | Ž    | ekipno | ekipno | Ukupno |
| Medalje | M      | Ž      | M      | Ž      | M    | Ž    | M      | Ž      | Ukupno |
| Zlato   | 6      | 6      | 0      | 2      | 0    | 2    | 0      | 0      | 16     |
| Srebro  | 4      | 7      | 0      | 2      | 1    | 0    | 0      | 1      | 15     |
| Bronca  | 18     | 11     | 5      | 2      | 2    | 3    | 5      | 7      | 53     |

### Pojedinačno
italic - hrvatski borci koji su medalje osvojili za Jugoslaviju
| #  |
| -- |
| 1  |
| 2  |
| 3  |
| 4  |
| 5  |
| 6  |
| 7  |
| 8  |
| 9  |
| 10 |
| 11 |
| 12 |

| Kumite | Kumite | Kumite | Kumite | Kumite | Kumite |
| Karateka | Zlato  | Srebro | Bronca | Ukupno |        |
| --- | ------ | ------ | ------ | ------ | ------ |
| Jelena Kovačević | 2      | 3      | 1      | 6      |        |
| Enver Idrizi | 2      | 2      | 0      | 4      |        |
| Danil Domdjoni | 2      | 0      | 5      | 7      |        |
| Junior Lefevre | 2      | 0      | 4      | 6      |        |
| Ana Lenard | 1      | 1      | 1      | 3      |        |
| Petra Narandža | 1      | 1      | 0      | 2      |        |
| Maša Martinović | 1      | 0      | 1      | 2      |        |
| Petra Volf | 1      | 0      | 0      | 1      |        |
| Ana-Marija Čelan | 0      | 1      | 3      | 4      |        |
| Ivan Kvesić | 0      | 1      | 1      | 2      |        |
| Alessandra Hasani, Alen Zamlić                                                                                            | 0      | 1      | 0      | 1      |        |
| Džezimir Muratagić, Ivona Tubić                                                                                           | 0      | 0      | 2      | 2      |        |
| Milica Aljinović, Ivana Bebek, Lea Iskra, Anđelo Kvesić, Goran Lučin, Neven Martić, Goran Romić, Dario Svetić, Pero Vučić | 0      | 0      | 1      | 1      |        |
| = 20 |        |        |        |        |        |

| #  |
| -- |
| 1  |
| 2  |
| 3  |
| 4  |
| 5  |
| 6  |
| 7  |
| 8  |
| 9  |
| 10 |
| 11 |
| 12 |

| Kumite | Kumite | Kumite | Kumite | Kumite | Kumite |
| Karateka | Zlato  | Srebro | Bronca | Ukupno |        |
| --- | ------ | ------ | ------ | ------ | ------ |
| Jelena Kovačević | 2      | 3      | 1      | 6      |        |
| Enver Idrizi | 2      | 2      | 0      | 4      |        |
| Danil Domdjoni | 2      | 0      | 5      | 7      |        |
| Junior Lefevre | 2      | 0      | 4      | 6      |        |
| Ana Lenard | 1      | 1      | 1      | 3      |        |
| Petra Narandža | 1      | 1      | 0      | 2      |        |
| Maša Martinović | 1      | 0      | 1      | 2      |        |
| Petra Volf | 1      | 0      | 0      | 1      |        |
| Ana-Marija Čelan | 0      | 1      | 3      | 4      |        |
| Ivan Kvesić | 0      | 1      | 1      | 2      |        |
| Alessandra Hasani, Alen Zamlić                                                                                            | 0      | 1      | 0      | 1      |        |
| Džezimir Muratagić, Ivona Tubić                                                                                           | 0      | 0      | 2      | 2      |        |
| Milica Aljinović, Ivana Bebek, Lea Iskra, Anđelo Kvesić, Goran Lučin, Neven Martić, Goran Romić, Dario Svetić, Pero Vučić | 0      | 0      | 1      | 1      |        |
| = 20 |        |        |        |        |        |

| Kata | Kata           | Kata  | Kata   | Kata   | Kata   |
| #    | Karateka       | Zlato | Srebro | Bronca | Ukupno |
| ---- | -------------- | ----- | ------ | ------ | ------ |
| 1    | Mirna Šenjug   | 2     | 0      | 3      | 5      |
| 2    | Kristian Novak | 0     | 1      | 2      | 3      |

### Ekipno
nepotpuni podaci
| Kumite | Kumite                                                                                                  | Kumite | Kumite | Kumite | Kumite |
| #      | Karateka                                                                                                | Zlato  | Srebro | Bronca | Ukupno |
| ------ | --- | ------ | ------ | ------ | ------ |
| 1      | Ana-Marija Čelan, Ana Lenard, Azra Saleš, Ivona Tubić                                                   | 1      | 1      | 0      | 2      |
| 2      | Dukić, Enver Idrizi, Junior Lefevre, Maruna, Mrzak, Sivrić, Vučić                                       | 0      | 0      | 2      | 2      |
| 3      | Enes Garibović, Anđelo Kvesić, Ivan Kvesić, Ivan Martinac, Ante Mrvičić, Alan Šurbek, Zvonimir Živković | 0      | 0      | 1      | 1      |

| Kata | Kata                                                                      | Kata  | Kata   | Kata   | Kata   |
| #    | Karateka                                                                  | Zlato | Srebro | Bronca | Ukupno |
| ---- | ------------------------------------------------------------------------- | ----- | ------ | ------ | ------ |
| 1    | Mirna Šenjug                                                              | 0     | 1      | 4      | 5      |
| 2    | Džulijana Popović, Valerija Vujčić                                        | 0     | 1      | 1      | 2      |
| 3    | Grdić, Lukšec                                                             | 0     | 0      | 3      | 3      |
| 4    | Daniel Bok, Ivan Ermenc, Kristian Novak, Damjan Padovan, Aleksandar Vacka | 0     | 0      | 2      | 2      |
| 5    | Franjo Maškarin, Tomislav Stolar                                          | 0     | 0      | 1      | 1      |

Ekipe prvaka
>Kumite
M
Enes Garibović, Anđelo Kvesić, Ivan Kvesić, Ivan Martinac, Ante Mrvičić, Karlo Raguž, Zvonimir Živković (2021.)
Ž
Ana-Marija Bujas Čelan, Ana Lenard, Azra Saleš, Ivona Tubić (2013., 2015.)
>Kata
M
Ž

## Svjetska Karate1 serija
Pobjednici na barem jednom natjecanju.
Premier liga
| (nepotpuno) \| \| Karateka \| Pobjede \| Postolja \| Disciplina \| \| - \| --------------- \| ------- \| -------- \| ---------- \| \| M \| Goran Lučin \| 1+ \| \| kumite \| \| Ž \| Maša Martinović \| 4+ \| \| kumite \| | Ukupni pobjednici (nepotpuno) - Maša Martinović (+68kg) 2013. |         |          |            |
| | Karateka                                                      | Pobjede | Postolja | Disciplina |
| M | Goran Lučin                                                   | 1+      |          | kumite     |
| Ž | Maša Martinović                                               | 4+      |          | kumite     |

Series A
|   | Karateka | Pobjede | Postolja | Disciplina |
| - | -------- | ------- | -------- | ---------- |
| M | [[]]     |         |          |            |
| Ž | [[]]     |         |          |            |

## Svjetska karate ljestvica - #1
Uvedena ??. Broj 1 na svjetskoj ljestvici u svojoj kategoriji.

(popis nepotpun)
|  | - Maša Martinović (+68kg) |

## Europsko klupsko prvenstvo
Seniorski prvaci
- Tempo 1995.

## Hrvatski kyokushin karate savez
Hrvatski kyokushin karate savez je hrvatska krovna kyokushin karate organizacija.
Međunarodni naziv za Hrvatski kyokushin karate savez je Croatian Kyokushin Karate Association.
Osnovan je 1998. reorganizacijom Hrvatske kyokushin karate organizacije (HKKO) koja je osnovana 1994. godine.
Član je Hrvatskog karate saveza, European Kyokushin Karate Organisation (EKO) i  World Karate Organization Shinkykushinkai (NPO).

## Ostalo
U Hrvatskoj se karate počeo trenirati 1956. u džudo-klubu Mladost u Zagrebu, a od te je jezgre 1966. nastao prvi klub, Karate-klub Zagreb.
Enver Idrizi je osvojio prvo odličje za neovisnu Hrvatsku. Bilo je to na dan priznanja 15. siječnja 1992. godine u Milanu na Svjetskom kupu.
Svjetska prvenstva u Hrvatskoj
Do 2022. niti jedno svjetsko prvenstvo nije održano u Hrvatskoj.
Hrvatski finali na OI, SI, SP, EP/EI (kraj 2022.)
SI: - 
SP: - 
EP/EI: - 
Rangovi turnira
pobjednik turnira dobiva (koeficijent turnira x 100) bodova

koeficijenti: ? (Olimpijske igre), 12 (Svjetsko prvenstvo), 7 (Svjetske igre borilačkih sportova), 6 (Europsko prvenstvo, Europske igre), 5 (Karate 1 - Premier League), 3.
Svjetske igre su imale koeficijent 8.

### Povijest medalja na Svjetskim amaterskim prvenstvima
| Pojedinačno | M              | M        | Ž            | Ž        |
| ----------- | -------------- | -------- | ------------ | -------- |
| Pojedinačno | 1. medalja     | 1. zlato | 1. medalja   | 1. zlato |
| Kumite      | godina sportaš |          |              |          |
| Kata        | godina sportaš |          | Mirna Šenjug |          |
| Ekipno      | M              | M        | Ž            | Ž        |
| Ekipno      | 1. medalja     | 1. zlato | 1. medalja   | 1. zlato |
| Kumite      | godina         |          |              |          |
| Kata        | godina         |          |              |          |

## Vanjske poveznice
- Web stranica saveza
- Web stranica kyokushi karate saveza
- WKF ranking ljestvica

### Međunarodna natjecanja u Hrvatskoj
| Turniri s barem 15 izdanja ili 1. turniri svoje vrste u Hrvatskoj ili turniri posebni u europskim razmjerima | Turniri s barem 15 izdanja ili 1. turniri svoje vrste u Hrvatskoj ili turniri posebni u europskim razmjerima | Turniri s barem 15 izdanja ili 1. turniri svoje vrste u Hrvatskoj ili turniri posebni u europskim razmjerima | Turniri s barem 15 izdanja ili 1. turniri svoje vrste u Hrvatskoj ili turniri posebni u europskim razmjerima | Turniri s barem 15 izdanja ili 1. turniri svoje vrste u Hrvatskoj ili turniri posebni u europskim razmjerima | Turniri s barem 15 izdanja ili 1. turniri svoje vrste u Hrvatskoj ili turniri posebni u europskim razmjerima | Turniri s barem 15 izdanja ili 1. turniri svoje vrste u Hrvatskoj ili turniri posebni u europskim razmjerima                                                                      |
| Fed. | Tip | Naziv turnira                                                                                                | Lokacija | 1. izdanje                                                                                                   | Zadnje izdanje                                                                                               | Bilješke |
| --- | --- | --- | --- | --- | --- | --- |
| WKF | | Svjetsko Juniorsko Karate Prvenstvo (WKF Youth training camp & Karate 1 WKF youth World cup)                 | Umag | 2014. | barem 2019.                                                                                                  | održava se od 2008.; |
| WKF | | Karate 1-Youth League Umag                                                                                   | Umag | 2018. | ?? | Karate 1-Youth League je osnovana 2018.; |
| WKF | | Karate 1-Youth League Poreč                                                                                  | Poreč | barem 2021.                                                                                                  | održava se                                                                                                   | [ 15 ] [ 16 ] |
| | | | | | | |
| | | Cro Cup | više | 2006. | održava se                                                                                                   | Mala Subotica, Nedelišće; |
| WKF | | Croatia Karate Cup                                                                                           | Zagreb | 1992. | održava se                                                                                                   | [ 19 ] |
| WKF | kumite | Croatia Karate Cup – Super Eight                                                                             | Zagreb | 1996. | održava se                                                                                                   | |
| | | Croatia Open (karate)                                                                                        | više | 2001. | održava se                                                                                                   | Rijeka, Split; |
| | | Delta Cup | Rijeka | 1999. | održava se                                                                                                   | [ 20 ] |
| | kata&kumite                                                                                                  | Domenica Cup / Kup Domenice                                                                                  | Sveta Nedelja                                                                                                | 2004. | održava se                                                                                                   | turnir je otvoren svim karate stilovima i organizacijama u borbama i katama; na turniru je tijekom povijesti nastupilo preko 15 država;                                           |
| WKF | | Eurocup Istria                                                                                               | Poreč | 2000. | održava se                                                                                                   | [ 23 ] |
| | | Grand Prix Croatia                                                                                           | Samobor | 1992. | održava se                                                                                                   | |
| | | Grand Prix Međimurja                                                                                         | Nedelišće | 2012. | održava se                                                                                                   | [ 24 ] |
| WKF | | Karate Darfest                                                                                               | Daruvar | 2003. | održava se                                                                                                   | [ 25 ] |
| | | Karate kup Mladosti                                                                                          | Ivanić-Grad                                                                                                  | 1989. | održava se                                                                                                   | |
| WKF | | Karlovac Open                                                                                                | Karlovac | 2006. | održava se                                                                                                   | [ 26 ] |
| | | Krk Cup | Malinska | 2009.ili2010.                                                                                                | održava se                                                                                                   | [ 27 ] [ 28 ] |
| | | Kup Jadrana                                                                                                  | Split | 1969. | održava se                                                                                                   | [ 29 ] |
| | | Kup Sv. Nikole / Karate turnir Sv. Nikola                                                                    | Varaždin | 2006. | održava se                                                                                                   | [ 30 ] |
| | | Međimurje Open                                                                                               | Čakovec | 1997. | održava se                                                                                                   | [ 31 ] |
| | | Memorijal Branka Bošnjaka                                                                                    | Samobor | 1996. | održava se                                                                                                   | [ 32 ] |
| | | Memorijal poginulim bojovnicima Domovinskog rata Grada Zagreba – Karate / Memorijalni karate kup Zagreb      | Zagreb | 2000. | održava se                                                                                                   | [ 33 ] [ 34 ] |
| | | Memorijalni karate turnir Ivanec                                                                             | Ivanec | 2009. | održava se                                                                                                   | [ 35 ] |
| WKF | kata&kumite                                                                                                  | Opatija Cup                                                                                                  | Opatija | 2000. | održava se                                                                                                   | [ 36 ] |
| | | Rijeka Karate Cup                                                                                            | Rijeka | 1993. | održava se                                                                                                   | [ 37 ] [ 38 ] |
| WKF | | Sisak Cup | Sisak | 1992. | održava se                                                                                                   | [ 39 ] [ 40 ] |
| | | TAD Cup - Croatian Karate Champions Cup - Memorijal Aldegisto Sodero                                         | Rijeka | 2004. | održava se                                                                                                   | [ 41 ] [ 42 ] |
| | | Virovitica Open - Međunarodni karate fest                                                                    | Virovitica                                                                                                   | 2003. | održava se                                                                                                   | [ 43 ] |
| WKF | kumite | Zagreb Karate Fest – Top Ten                                                                                 | Zagreb | 2003. | održava se                                                                                                   | najjače turnirsko natjecanje za žene u karateu; jedinstveno karate natjecanje u svijetu; sudjeluje 10 aktualnih seniorskih osvajačica medalja sa Svjetskog i Europskog prvenstva; |

Ostala natjecanja
- Hrvatsko – slovenska kyokushin karate liga[46]